# The Amazing Digital Circus
The Amazing Digital Circus, znany też jako Digital Circus lub TADC (pol. – Obłędny Cyfrowy Cyrk) – serial internetowy stworzony przez niezależną animatorkę Gooseworx i wyprodukowany przez Glitch Productions. Premiera serialu odbyła się 13 października 2023 roku w serwisie YouTube. Oglądalność odcinka pilotażowego przekroczyła 100 milionów wyświetleń w ciągu miesiąca, tym samym stając się najczęściej oglądanym pilotem niezależnej animacji na YouTube (poprzednim rekordzistą był Hazbin Hotel).

## Streszczenie fabuły
Po założeniu gogli rzeczywistości wirtualnej bohaterka zostaje uwięziona w cyfrowym wszechświecie inspirowanym cyrkiem. Tam przyjmuje postać błazna i spotyka pięć innych osób. Żadne z nich nie pamięta swoich imion ani szczegółów z przeszłości. Poprzez wybieranie losowych liter bohaterka otrzymuje nowe imię: Pomni, choć początkowo maszyna losująca wybrała XDDCC. Cała szóstka walczy teraz o zachowanie zdrowia psychicznego w nienaturalnym i klaustrofobicznym cyfrowym świecie, a Pomni szuka wyjścia.

## Produkcja
The Amazing Digital Circus powstał na bazie jednej z trzech propozycji przedstawionych firmie Glitch Productions przez animatorkę YouTube Gooseworx, z którą firma skontaktowała się w celu stworzenia pilota. Program inspirowany jest opowiadaniem Harlana Ellisona „I Have No Mouth, and I Must Scream”.
W oryginalnej propozycji styl animacji przypominał gry komputerowe z lat 90. Gooseworx ma doświadczenie w ręcznie rysowanej animacji 2D, a animatorzy z Glitch Productions zaadaptowali jej grafikę do formatu 3D. Preprodukcja rozpoczęła się w połowie 2022 roku. W tym samym roku rozpoczęła się również właściwa produkcja.
W październiku 2023, dyrektorka generalna Glitch Productions, Jasmine Yang, oświadczyła, że nie miała planów umieszczania programu poza YouTube. Gooseworx planuje, że serial będzie miał jeden sezon składający się z ośmiu odcinków. Ponadto w poście społecznościowym na YouTube, świętującym 100 milionów wyświetleń odcinka pilotażowego, Glitch Productions ogłosiło, że będzie więcej treści z serialu.
25 lutego 2024 roku na oficjalnym kanale studia została udostępniona możliwość obejrzenia odcinka pilotażowego produkcji z oficjalnym, polskim dubbingiem. Wersję polską wykonała grupa Brudolina Studios.
4 października 2024, serial został dodany do oferty platformy Netflix.

## Obsada
- Lizzie Freeman – Pomni
- Alex Rochon – Caine
- Amanda Hufford – Ragatha
- Michael Kovac – Jax
- Marissa Lenti – Gangle
- Sean Chiplock – Kinger
- Ashley Nichols – Zooble
- Gooseworx – Bąbel
- Jack Hawkins – Żelkodyl

### Polski dubbing[12][13]
- Wersja polska: BruDolina Studios
- Reżyseria: Liwia Stępień

Udział wzięli:
- Liwia Stępień – Pomni
- Michał Matuszak – Caine
- Bartosz Mojsiewicz – Jax
- Natalia Romańska – Ragatha
- Miron Hukała – Bąbel
- Piotr Nowicki – Kinger
- Magda Domagała – Gangle
- Anna Grygorowicz – Zooble

## Odbiór
Pilotażowy odcinek The Amazing Digital Circus zyskał ogromną popularność w serwisie YouTube, gromadząc ponad 152 miliony wyświetleń i ponad cztery miliony polubień w ciągu miesiąca. Chwalono The Amazing Digital Circus za żarty „zgrane w czasie z perfekcją od klatki do klatki” i „dojrzałe”, ale „niezbyt wulgarne” poczucie humoru. Animację opisywano również jako „cudowną i wyrazistą”. Jade King z TheGamer napisała, że pilot The Amazing Digital Circus „przejął internet w sposób wykraczający poza kręgi entuzjastów, wkraczając w fanarty, memy i głębszą ekspansję postaci, niż mógłby to wyczarować pojedynczy odcinek” i że serial „to wielka sprawa i tak pozostanie w nadchodzących miesiącach i latach, gdy koncepcja nabierze tempa i stanie się pełnoprawnym serialem, w który, jak się wydaje, już zaangażowały się miliony. [...] Nie zdziwię się, jeśli Glitch Productions wkrótce przejmie władzę nad światem”.